# Diacarnus debeauforti
Diacarnus debeauforti är en svampdjursart som först beskrevs av Burton.  Diacarnus debeauforti ingår i släktet Diacarnus och familjen Podospongiidae. Inga underarter finns listade i Catalogue of Life.